# Pulicaria incisa
Pulicaria incisa – gatunek roślin z rodziny astrowatych (Asteraceae). Występuje naturalnie w północnej Afryce i południowo-zachodniej Azji.

## Rozmieszczenie geograficzne
Występuje na rozległych obszarach północnej Afryki od Mauretanii po Egipt i Etiopię oraz na Półwyspie Arabskim.

## Morfologia

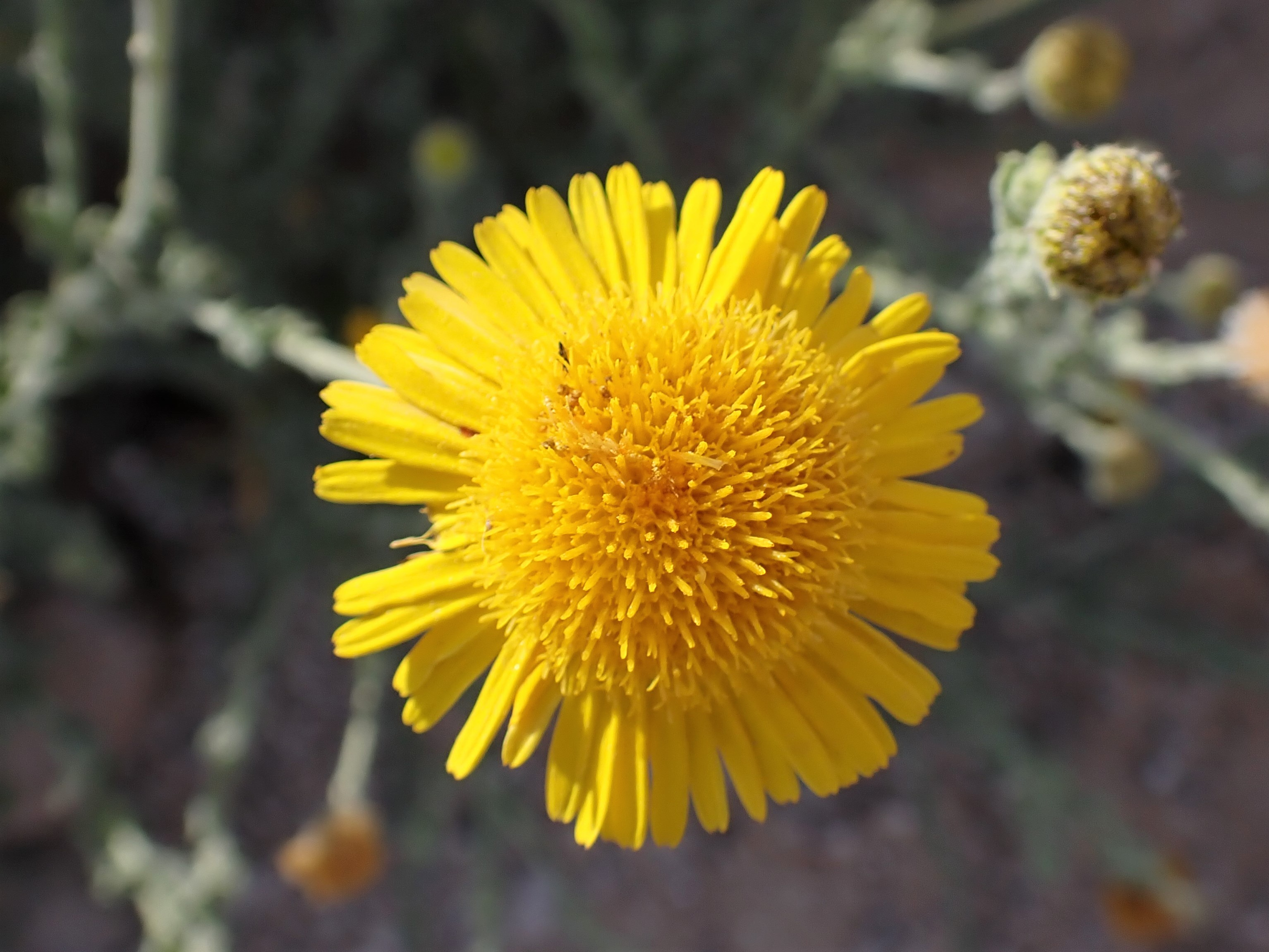
Kwiatostan

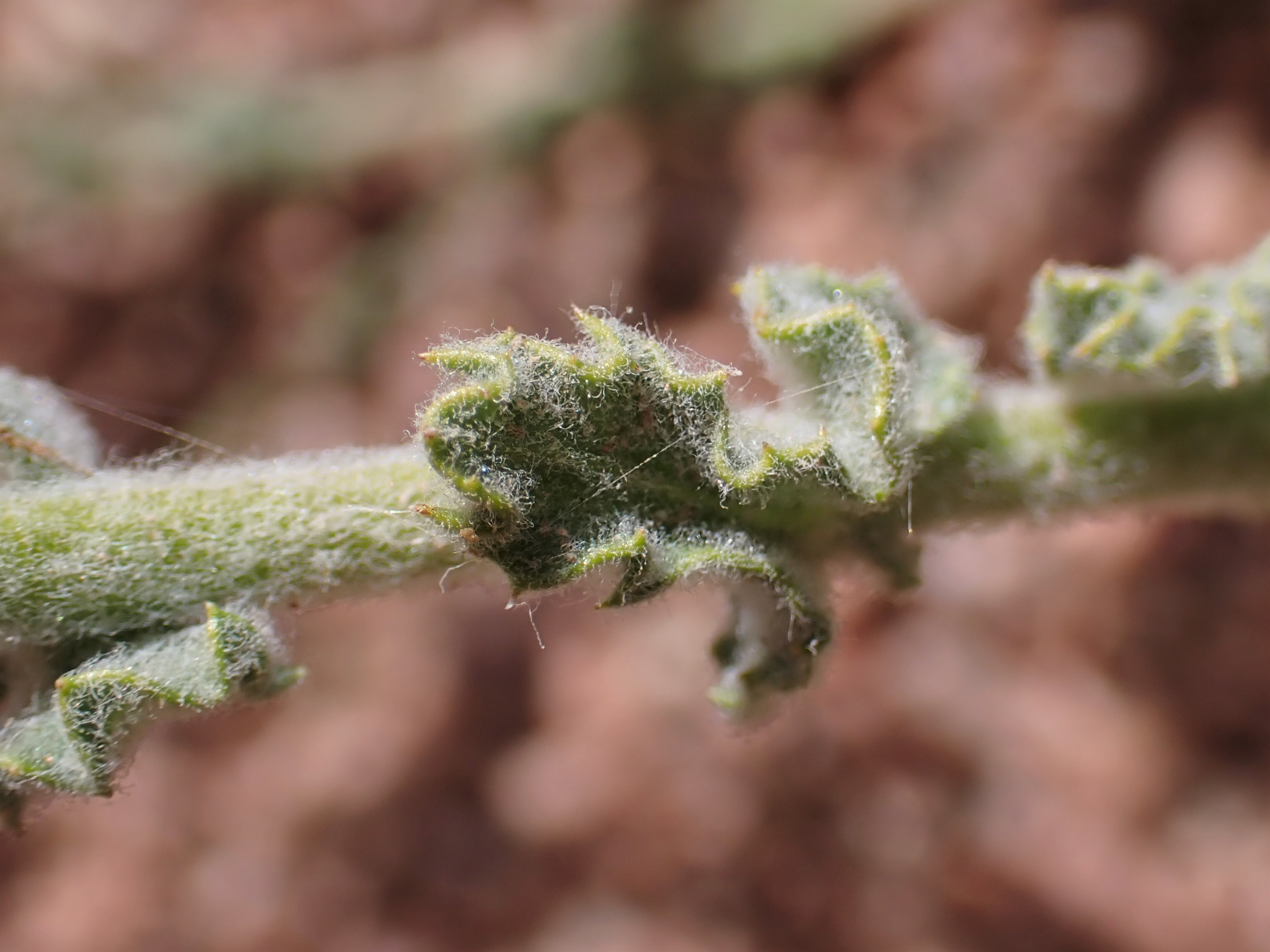
Liść

ŁodygaRozgałęziona, wełnista i owłosiona. Dorasta do 10–40 cm wysokości.
LiścieLiście naprzemianległe, podłużne, pofalowane. Brzegi są ząbkowane. Brak przylistków czy cierni.
KwiatyKwiaty żółte, obupłciowe.
OwoceBrązowe niełupki.

## Biologia i ekologia
Roślina wieloletnia, chamefit, termofil, halofit. Kwitnie od stycznia do maja. Jest rośliną jednopienną. Naturalnym habitatem są pustynie.